# Lâu đài Budatín ở Žilina
Lâu đài Budatín ở Žilina (tiếng Slovakia: Budatínsky zámok v Žilinskej) là một công trình kiến trúc tọa lạc ở quận Budatín, thành phố Žilina, Slovakia. Hiện nay, địa điểm này là trụ sở của Bảo tàng Považské. Vào ngày 5 tháng 11 năm 1963, lâu đài Budatín ở Žilina được ghi danh vào Danh sách Di tích Trung ương theo quyết định của Bộ Văn hóa Cộng hòa Slovakia.

## Lịch sử
Lâu đài Budatín ở Žilina được thành lập vào nửa sau thế kỷ 13 với mục đích ban đầu là làm một lâu đài bảo vệ. Lâu đài được xây dựng trên một mỏm đá có vị trí quan trọng về mặt chiến lược, ở ngã ba giữa sông Váh và sông Kysuce. Tầm quan trọng của lâu đài cũng được thể hiện rõ qua các công sự đồ sộ.
Quý tộc Matúš Čák mua lại khu bất động sản này vào đầu thế kỷ 14. Từ năm 1487, chủ sở hữu mới của lâu đài là Gašpar Suňog. Gia đình Čáki trở thành chủ nhân của lâu đài trong giai đoạn 1798 - 1945.
Trong cuộc cách mạng 1848 - 1849, những người lính triều đình đã đốt lâu đài Budatín vào tháng 1 năm 1849, làm hư hại nghiêm trọng nội thất của lâu đài. Hai mươi mốt năm sau, lâu đài được sửa chữa một phần và được sử dụng làm doanh trại. Lần tu sửa tòa nhà toàn diện giúp lâu đài có diện mạo như hiện tại, được thực hiện trong giai đoạn 1922 - 1923.
Lâu đài Budatín cũng thường xuyên được trùng tu vào thế kỷ 19 và trong giai đoạn 2007 - 2013. Hiện nay, các khu vực nổi tiếng tại lâu đài (gồm công viên, tòa tháp và khu triển lãm) đã được mở cửa cho công chúng tham quan.